# 강남 파이낸스 센터
강남 파이낸스 센터(영어: Gangnam Finance Center, GFC)는 2001년 완공된 인텔리전트 빌딩으로, 대한민국 서울특별시 강남구 역삼동에 대지면적 3,980평에 건립된 스타타워는 지하 8층, 지상 45층(높이 206m)의 초고층 빌딩이자 건축연면적 64,300평에 달하는 국내 최대 규모의 업무용 빌딩이다. 지상 45층, 지하 8층의 규모이며, 대한민국에서 가장 비싼 오피스 빌딩으로 추정된다.
연면적은 6만4700평, 대지면적은 10,583.41m²으로 강남권에서 가장 면적이 넓은 빌딩 중 하나다. 밤이 되면 지붕에 불이 들어와 독특한 야경으로도 유명하였으나, 현재는 불이 들어오지 않는다.

## 역사
한국의 지식산업과 미래를 가늠할 수 있는 테헤란로 중심에 위치한 스타타워는 국내 최대규모의 업무용 빌딩으로 1995년 5월 착공하면서부터 그 동안 국내외 건설업계와 일반인들로부터 관심과 기대를 받아왔다. 그 당시에는 시공사 현대산업개발의 본사 빌딩으로 계획되었으며, 당시 명칭은 '아이 타워'(I-Tower)였으나, IMF의 영향으로 2001년 7월 완공된 직후 론스타에 팔리면서, 같은 해 8월에 스타타워라는 명칭으로 불렸다.
2004년 싱가포르투자청이 인수했고, 2007년 3월에는 개선이 시작되었고 4월에는 지하 아케이드(GFC Mall)리노베이션 완료되었고 명칭을 변경한다고 한다. 8월에는 강남 파이낸스 센터로 이름이 다시 바뀌었다.
2018년 싱가폴 투자청으로부터 미국계 한국인 KEVIN YOOK 이 법인 양도수계약에 의거 인수 절차를 진행 중이며, 주거래 은행은 국민은행에서 담당 했다.
2020년 6월 현재 법인 임원 및 주주변경을 추진 중이며, 대표이사로 역시 미국계 한국인 RICHARD CHUNG이 잠정 내정된 상태다.

## 디자인
건물의 장축방향을 테헤란로 변에 일치시킨 스타타워의 디자인 컨셉은 '인간과 미래의 조화'라고 한다. 인간의 창의력과 상상력을 자극할 수 있는 21세기 디지털 시대의 첨단 업무환경이 조화를 이루도록 설계했다는 것이다. 따라서 설계시 가장 염두에 둔 점이 인텔리전트 빌딩으로서의 완벽한 공조 시스템과 에너지 절약, 그리고 환경친화성 등이라고 한다.
스타타워의 업무 공간은 사용자 본위로 디자인되어 단일층 전용면적 670평~800평의 기둥 없는 설계, 2.7m에 이르는 천정고와 최고의 플로어 덕트(15 cm)에서 얻어지는 개방성으로 인해 자유롭고 창의적인 사무실 레이아웃과 활동이 가능한, 효율성을 극대화 시킨 공간 활용으로 합리적인 비즈니스환경을 구축하고 있다.
서울에서 가장 현대적인 건물이라는 강남파이낸스센터의 명성은 인테리어에도 고스란히 전해진다. 현대적인 미학으로 세심하게 설계된 작업 공간은 작업 경험을 향상시키고 생산성을 향상시킨다. 이면에는 고급 IT 인프라와 현장 운영 지원이 귀사의 비즈니스 성공을 지원한다.

## 특징
스타타워는 기존의 비즈니스 빌딩 환경의 패러다임을 바꾸고자 한 차원 앞선 기술력으로 빌딩 내 네트웍 시스템을 비롯한 사무자동화, 빌딩자동화 등 인간을 위한 기술을 실현해낸 인텔리전트 빌딩으로 불리기를 원한다.
강남 핵심상권의 중심인 테헤란로와 논현로가 교차하고 있는 지점에 위치한 스타타워는 서울 지하철 2호선 역삼역과 지하 2층이 직접 연결되어 있으며 최고층에서는 서울 전역의 시원한 스카이라인을 조망할 수 있어 강남의 랜드마크 빌딩으로 손색이 없다. 스타타워에 임대가 이미 완료되고 빌딩 상주 인원은 10,000여명, 유동 인원은 50,000여명에 도달한다.
전체적으로 저층의 기단부, 중층의 유리 커튼 월, 고층의 경사부로 구성되어 있는 스타타워는 대규모 단일 매스 형태의 오피스 건물로 그 자체로도 엄청난 중량감을 느끼게 한다. 저층부는 리세스된 정방형의 석재를 사용하여 진입공간으로서의 차별화 된 이미지를 고스란히 간직하고 있으며, 중상층부는 모듈화 된 유리 커튼 월로 단순하고 매끈한 단면을 이루고 있다. 측면은 각 층마다 공조 기능에 부합되는 그릴을 그대로 노출시킨 형태를 취하여 밋밋한 단면에 규칙적인 리듬감을 부여하고 있다. 스타타워 후면부에는 플라자형태로 조성된 공개공지와 넓은 중정을 마련하여 독립적인 공간을 만들어 놓았다.

## 시설
빌딩 내 5,500평의 지하공간에는 로비라운지, 여행사, 편의점, 치과, 약국 등의 생활 편의시설을 제공하게 될 아케이드가 구성되며, 상층부에 마련될 휘트니스 센터는 최적의 사무공간과 함께 One-Stop 비즈니스 시설로서의 편의를 지원하게 된다.
| 층수                | 용도 |
| ------------------- | --- |
| 45층                | 기계실 |
| 44층                | 기계실 |
| 43층                | 클로버추얼패션 |
| 42층                | 클로버추얼패션 |
| 41층                | 피플앤에듀 역삼지사, 키즈플래닛, 에스와이엘글로벌컨설팅, 사무실찾기부동산중개법인, DSJ Partner, 앰프라, Cloudera Korea 베리치CL자산관리, 더월드, 아비라, 록아시아, 토스트앤컴퍼니, 팬아시아미디어그룹, 인디, 에스와이신영, 트위터 코리아 |
| 40층                | 강남금융센터 |
| 39층                | 오피스 |
| 38층                | 서울대학교병원 헬스케어시스템 강남센터, 서울대학교병원 강남치과의원 |
| 37층                | eBay Korea (옥션, G마켓, G9) |
| 36층                | eBay Korea (옥션, G마켓, G9) |
| 35층                | eBay Korea (옥션, G마켓, G9) |
| 34층                | eBay Korea (옥션, G마켓, G9) |
| 33층                | 오피스, 111% |
| 32층                | 나이키코리아, 컨버스코리아 |
| 31층                | 나이키코리아 |
| 30층                | 나이키코리아 |
| 29층                | 오피스 |
| 28층                | 시만텍코리아, 지엔텍홀딩스 |
| 27층                | 오피스 |
| 26층                | 픽업푸드시스템, 유엘코리아 |
| 25층                | 이큐파트너스, 홈인스테드코리아, 그린타운홀딩스코리아 |
| 24층                | 오피스 |
| 23층                | 베어링포인트 코리아 |
| 22층                | 구글코리아 |
| 21층                | KB국민은행 강남스타PB센터 |
| 20층                | 신한금융투자 신한PWM 스타센터, 신한은행 신한PWM스타센터, 케이티아이씨글로벌투자자문, 에스비아이글로벌인베스트먼트 |
| 19층                | eBay Korea (옥션, G마켓, G9) |
| 18층                | DELLEMC코리아 |
| 17층                | 오피스 |
| 16층                | 더블유게임즈 |
| 15층                | 한국투자증권 강남센터 |
| 14층                | NH투자증권 PremierBlue 강남센터, 스텔란티스코리아, 알리페이 |
| 13층                | 더블유게임즈 |
| 12층                | 한국씨티은행 CPC강남센터, 한화투자증권 금융플라자GFC, 어바이어코리아 |
| 11층                | 오피스 |
| 10층                | 삼정KPMG, 삼정회계사사무소 |
| 9층                 | 오피스 |
| 8층                 | 오피스 |
| 7층                 | 월트디즈니컴퍼니코리아 |
| 6층                 | 오피스, 빔산토리코리아 |
| 5층                 | 한국맥아피, 아이엠엠프라이빗에쿼티, 파쿤도, 토르원, 아이엠엠인베스트먼트, 니케, 아이기스원 |
| 4층                 | 롤렉스 코리아, 한국로렉스 |
| 3층                 | KB국민은행 스타타워지점 |
| 2층                 | KEB 하나은행, 바이나플라워카페, 커피기업 |
| 1층                 | 최인아책방, 콜렉티보, 미래에셋증권 |
| 지하 1층            | 지하주차장, 레벵 와인샵, 폴바셋, 노아베이커리 |
| 지하 2층            | 지하주차장, 비스포크 테일러샵 BLVD, 리김밥, 토마틸로, 브알라, 주시브로스, 코바치 역삼점, 하랑한의원, 스노우폭스 역삼 GFC점, 아티제 GFC점, 스타치과의원, 온누리해림약국, 세븐일레븐 역삼GFC점, 올리브영, 이철헤어커커                     |
| 지하 7층 ~ 지하 3층 | 지하주차장 |
| 지하 8층            | 지하주차장, 기계실, 전기실 |

## 수상작
- 1997년 4월 - 대한건축학회 - 대한건축학회 기술상
- 1997년 6월 - 한국산업기술진흥회 - 장영실상
- 2001년 1월 - 정보통신부 - 초고속 정보 통신 1등급(정보통신부 2001-1-069호) 인증
- 2001년 7월 - AVAYA - Structured Connectivity Solution Form AVAYA
- 2001년 10월 - 3M - Link Performance Certificate Fro 3Mvolution Cabling System
- 2001년 11월 - 코리아타임즈 - Best Brand Award From Korea Times (Intelligent Building)
- 2002년 1월 - 강구조 학회 - 2002년도 강구조학회 작품상 대상 수상 Stell Structure
- 2002년 2월 - 한국일보사 - Web Award-2003년
- 2002년 5월 - 서울특별시 - 서울특별시장 야간경관조명 건축상 수상
- 2002년 8월 - 서울특별시 - 서울시 선정 우수화장실
- 2002년 10월 - 서울특별시 - 서울특별시 조경상금상수상
- 2008년 11월 - 소방 표창 등록
- 2010년 2월 - KS 인증 등록
- 2011년 4월 - 미국 친환경건물인증(LEED) 골드(GOLD) 등급 인증 (국내프라임급 오피스빌딩 최초)
- 2013년 4월 - 친환경건물인증(LEED) 플래티늄(PLATINUM) 등급 인증 (국내프라임급 오피스빌딩 최초)
- 2014년 11월 - 대한설비공학회 우수설비방 수상
- 2015년 11월 - 한국퍼실리티매니지먼트학회 시설경영 오피스부분 대상 수상

## 화재
- 2009년 10월 29일 오전 10시 40분쯤 화재가 발생했다. 강남소방서 소방차와 소방관이 출동해 인명피해는 없다고 한다.

## 대중문화
- 2014년에 방영된 별에서 온 그대에 나온다.
- 2015년에 방영된 재능TV 어린이 드라마 출동 케이캅에 나온다.
- 2016년에 방영된 MBC 드라마 W에 나온다.
- 2017년에 촬영한 tvN 드라마 써클: 이어진 두 세계 예고편에 나온다.
- 2017년에 방영된 GMA 일일연속극 한국인 자기야에 나온다.
- 2019년에 개봉한 영화 내안의 그놈에 나온다.

## 갤러리

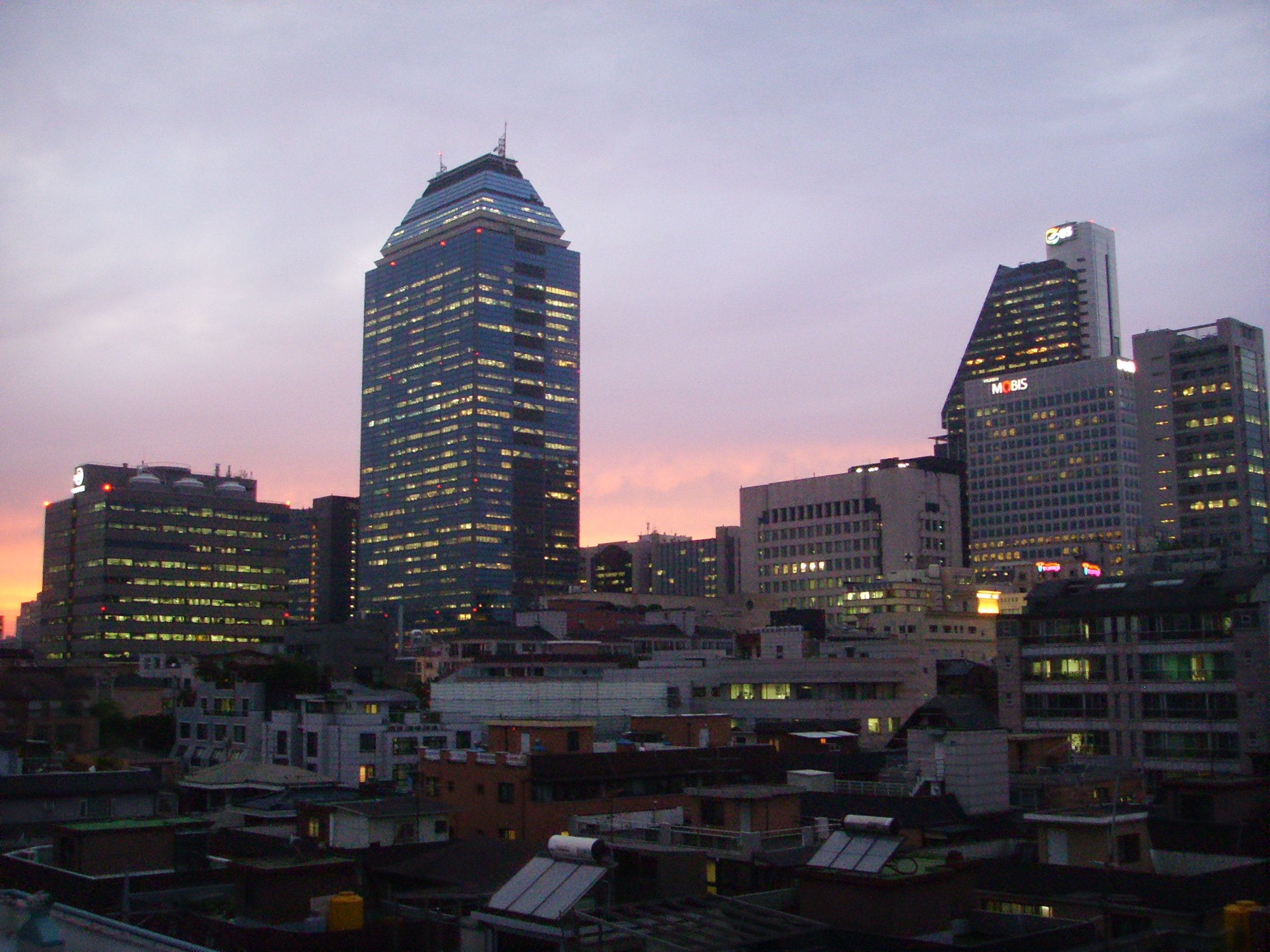
2008년 9월 5일
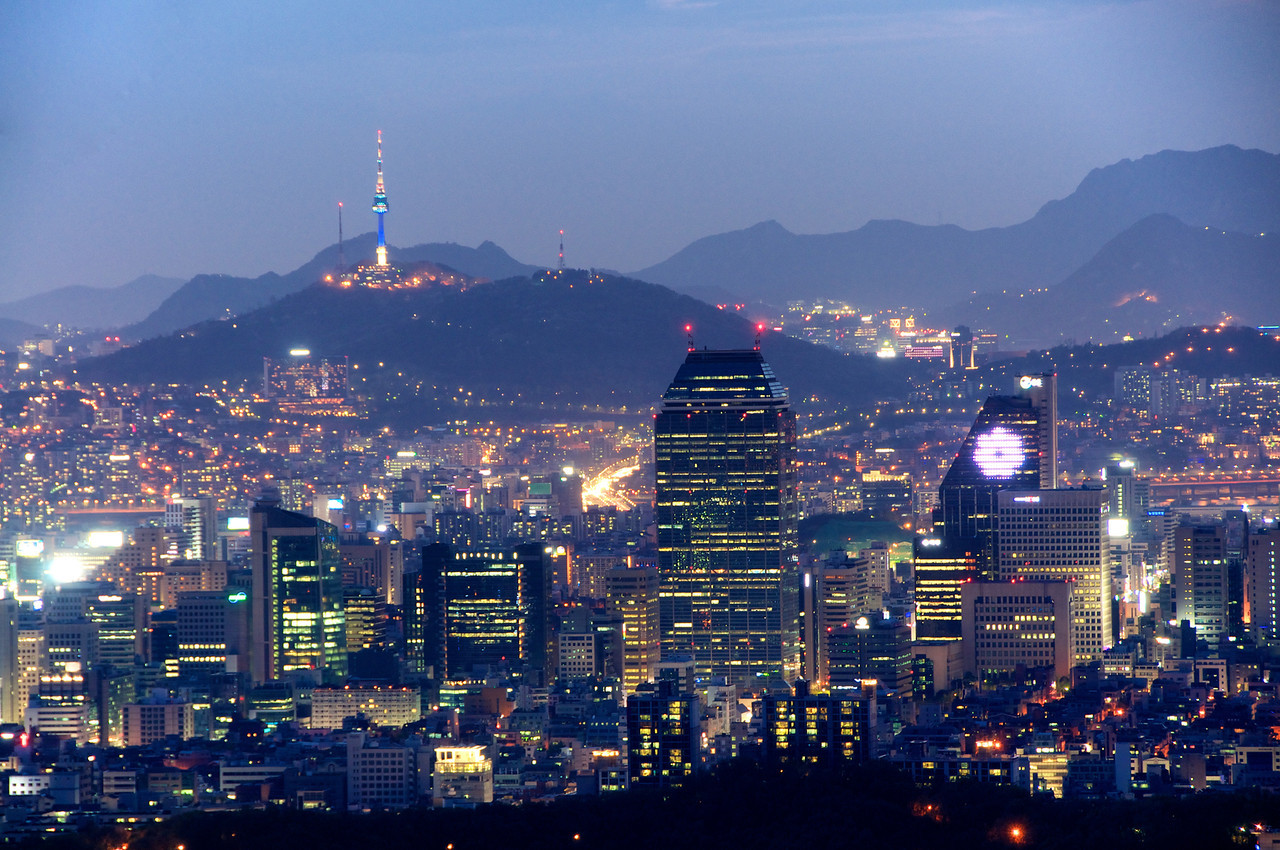
2013년 5월 1일
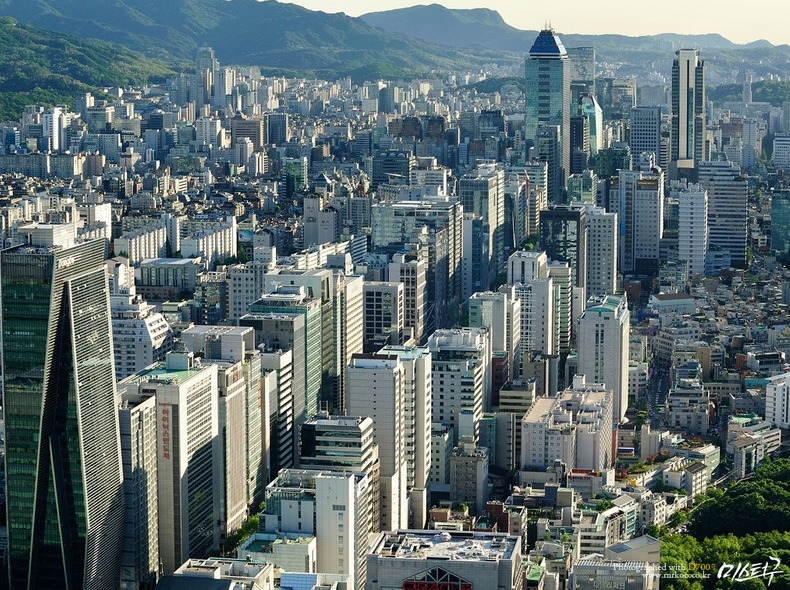
2016년 4월 25일
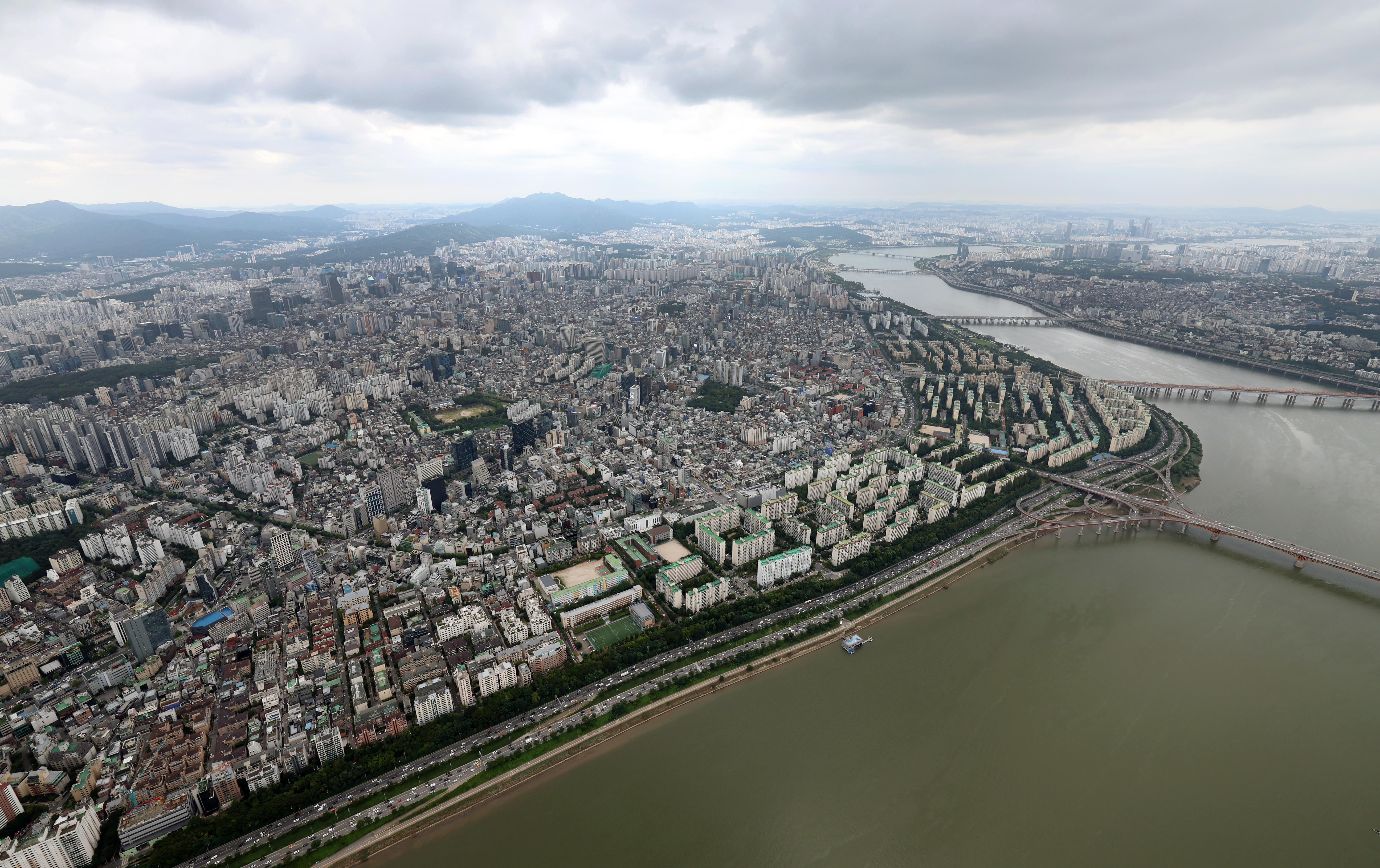
2022년 8월 24일
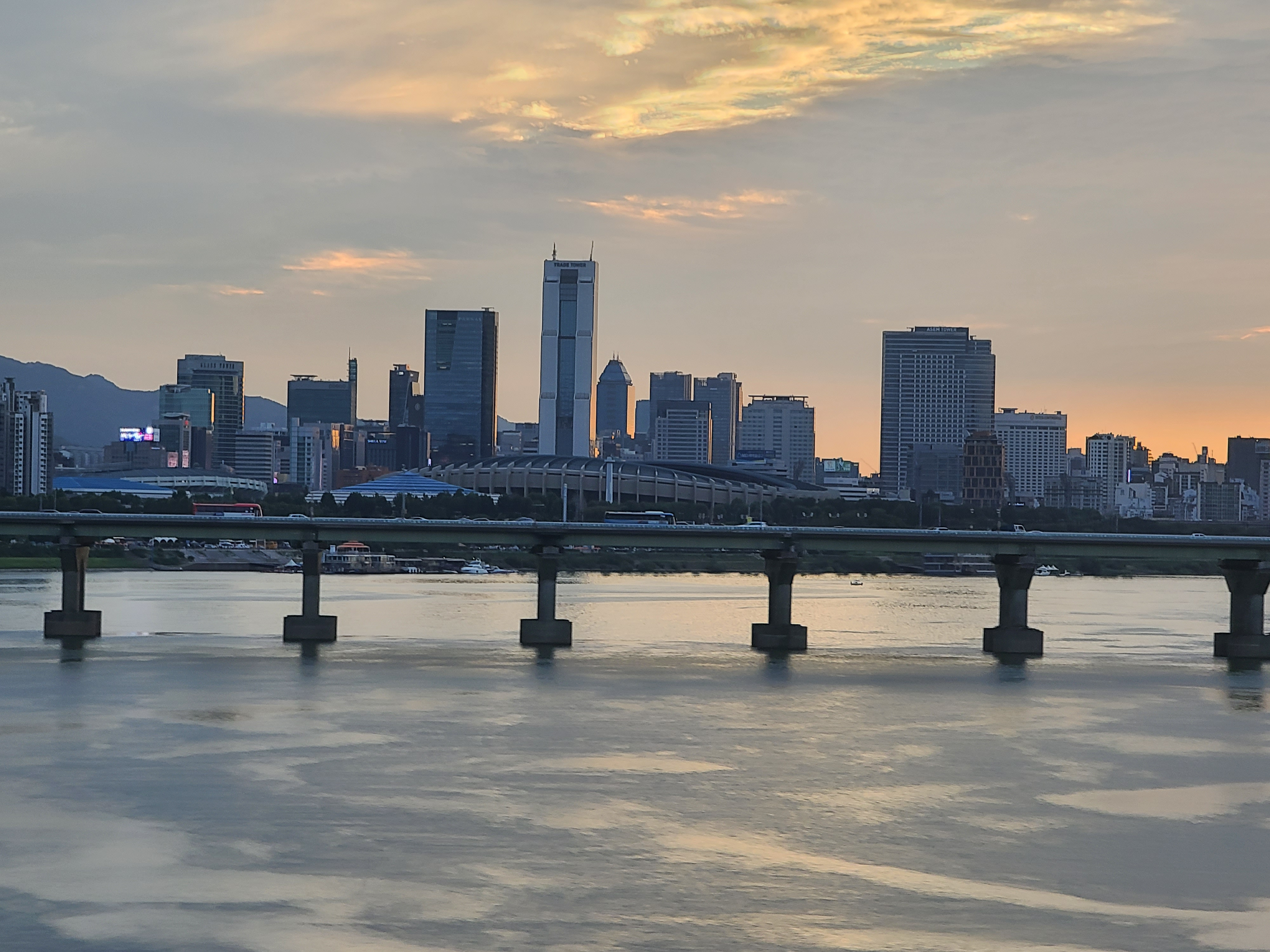
2023년 9월 21일

## 교통
- ● 서울 지하철 2호선 - 역삼역 연결

## 같이 보기
- 서울특별시의 마천루 목록
- 서울 강남구의 마천루 목록
- 대한민국의 마천루 목록
- 서울국제금융센터